# François Molé (évêque)
Pour les articles homonymes, voir François Molé.
François Molé de Champlâtreux, né en  1625 et mort le 5 mai 1712, est un évêque français du XVIIe siècle. Il est fils de Matthieu Molé, premier président du parlement de Paris et de Renée Nicolaï, et le frère d'Édouard Molé, évêque de Bayeux.

## Biographie
François Molé succède son frère Édouard Molé comme évêque de Bayeux en 1652-1654, mais il renonce à la nomination et devient  abbé  de  Saint-Croix de Bordeaux, Saint-Paul-de-Verdun, Hérivaux, Chambrefontaine, La Prée et Saint-Memmie lès Châlons. 